# Metallo urlante
Metallo Urlante è una raccolta di racconti di Valerio Evangelisti, di genere fantastico.
L'intera opera è un omaggio alla musica heavy metal (a partire dai titoli di ogni racconto sono un esplicito tributo a quattro gruppi musicali heavy metal: Venom, Pantera, Sepultura e Metallica); il titolo della raccolta può essere visto altresì come un omaggio a Métal Hurlant, storica rivista francese dedicata al fumetto e alla fantascienza (nella prima di copertina delle più recenti edizioni Einaudi vi è un celebre disegno di Philippe Druillet, che di tale rivista fu uno dei fondatori).

## Trame dei romanzi
Il libro è composto da quattro romanzi brevi più un epilogo al primo racconto.

### Venom
Il primo racconto vede protagonista Nicolas Eymerich. Come gli altri romanzi dello stesso filone, la storia si articola su due diversi piani temporali: il presente di Nicolas Eymerich e il futuro in cui si evidenziano gli sviluppi delle azioni dell′Inquisitore.
1353: Nicolas Eymerich, Inquisitore Generale del Regno d′Aragona è alle prese con il demonolatra Astruch da Biena e con un complesso piano organizzato dal vescovo di Lerida. L′intenzione dell′alto prelato è di contaminare, mediante un giovane di nome Svein di aspetto femmineo e di cui Astruch da Biena è innamorato, la dinastia spagnola con la malattia di cui Svein è portatore. Con l′astuzia che lo caratterizza, Nicolas Eymerich costringe alla confessione Astruch da Biena e conseguentemente il vescovo di Lerida, il quale finirà vittima egli stesso del Male da lui architettato, morendo bruciato nella torre di Barcellona adibita a sede dell′Inquisizione. Il racconto termina con la cacciata in Africa di Astruch da Biena e del giovane portatore del morbo Svein.
In un tempo futuro dal nostro presente, l′esistenza dell'uomo è minacciata da un morbo proveniente dall′Africa, frutto del connubio tra il virus Marburg e il virus dell′AIDS. Il morbo attacca la sessualità del genere umano (sono poche le persone che ancora possiedono un apparato riproduttivo) e permette la fusione dell'uomo a parti metalliche viventi. Il morbo è proveniente dal giovane Svein venduto come schiavo in Africa ai tempi di Nicolas Eymerich.

### Pantera
In un paese del West che sembra essere texano, l'uomo chiamato Pantera è una sorta di cacciatore di taglie messicano mezzosangue, assoldato da un proprietario terriero, Cliffon J. Burton, per difendere i propri possedimenti e il paese, di cui è anche il padrone, dai "Cowboys dall′Inferno", ciclopici cavalieri che sembrano di pietra e che si sono materializzati su una collina poco distante. Pantera non è solo un pistolero ma anche un mayumbero, una sorta di ministro di culto della religione Palo Mayombe.
Pantera capisce che i Cowboys from Hell si sono materializzati perché evocati da qualcuno nel paese. Durante la preparazione della magia che gli permetterà di interrogare lo spirito di un ragazzo recentemente morto suicida per scoprire chi ha convocato i Cowboys, Pantera indaga tra la gente del paese e scopre che un anno prima Burton aveva ucciso il figlio durante una lite e con lui 10 cowboys suoi amici condotti alla pubblica gogna del bagno nella pece e piume. Assieme a loro, una giovane ragazza, Cindy, considerata da Burton la causa della morte del figlio, viene condannata da lui ad essere la sgualdrina della città.
Quando i Cowboys prendono vita e si muovono verso il paese per ucciderne tutti gli abitanti, Pantera riesce a portare a termine la magia che gli permette di capire che Cindy è l′evocatrice dei Cowboys, a far uccidere Burton e fermare i Cowboys. Ma viene egli stesso colpito a morte e trasformato in uno spirito poco prima di spirare dalla stessa Cindy.

### Sepultura
In Brasile a São Paulo, un gruppo di terroristi/ribelli organizza la fuga dal carcere Sepultura di alcuni prigionieri ivi rinchiusi. Questi sono gli ultimi appartenenti ad una tribù di indios praticamente estinti che si erano dati la morte collettiva spontaneamente per protestare contro la distruzione della foresta amazzonica e quindi del loro ambiente.
La particolarità del carcere è che i prigionieri sono immersi fino alle ginocchia all′interno di una sostanza organica chiamata ectoplasma che si fonde con le gambe dei prigionieri impedendone loro i movimenti.
I ribelli trovano il modo di utilizzare una sostanza chiamata squaglio, solitamente usata per torturare le persone, in grado di fare entrare in simbiosi l′Ectoplasma con i prigionieri e nel contempo ad evocare uno spirito appartenuto alla tribù suicidatasi che aiuterà i prigionieri ad evadere dal carcere.

### Metallica
In una futura New Orleans è in corso una guerra tra le milizie bianche cristiane e quelle nere musulmane, in un′America che si è scissa in Nord e Sud dopo la diffusione dell′anemia falciforme (vedi Il Corpo e il Sangue di Eymerich). I cristiani, in possesso delle armi e delle risorse, stringono d′assedio i musulmani che hanno dalla loro parte un ex scienziato di nome Ezra Washington La Croix. Questo è in grado di controllare il metallo (i soldati musulmani sono dotati di corazze in grado di pensare e cambiare consistenza in base al pericolo imminente) e gli alligatori (che sono alleati dei musulmani nella battaglia) mediante l′uso della magia.
La Croix verrà ucciso dalle milizie cristiane nel momento in cui riesce ad evocare uno spirito in grado di dare anche movimento autonomo alle corazze di metallo. Ma lo spirito presente nelle armature verrà definitivamente distrutto mediante l′utilizzo di un campo magnetico.

## Omaggio alla musica metal
I titoli di ogni racconto sono un esplicito tributo a quattro gruppi musicali heavy metal: Venom, Pantera, Sepultura e Metallica.
- In Venom tutti i capitoli sono la traduzione di alcuni brani del gruppo.
- All′interno di Pantera il nome Cowboys from Hell è il titolo dell′album con cui iniziò la fortuna del gruppo texano. Inoltre l′ambientazione di un paese probabilmente texano è un ulteriore omaggio allo stato di provenienza dei Pantera; inoltre il nome del proprietario terriero, Cliffon J. Burton, si ispira al bassista dei Metallica Cliff Burton.
- Il racconto Sepultura è ambientato a São Paulo. Gli indios menzionati nel racconto sono il riferimento alla tribù Kaiowas che praticarono il suicidio di massa per non dover abbandonare le proprie terre e le proprie usanze, minacciate dal governo che tentava di espropriarle. Kaiowas è anche il titolo di una canzone della band in memoria dell′omonima tribù.
- All′interno di Metallica tutti i capitoli sono intitolati con i nomi tradotti dei brani di Kill ′Em All, primo album della band californiana.

## Edizioni
- Valerio Evangelisti, Metallo urlante, Einaudi tascabili, Einaudi, 1998.
- Valerio Evangelisti, Metallo urlante, Urania, Mondadori, 2000.
- Valerio Evangelisti, Metallo urlante, Stile Libero, Einaudi, 2010,  p. 244, ISBN 9788806202705.